# 块状硫化物矿床
塊狀硫化物礦床（Volcanogenic massive sulphide ore deposits， 或作 VMS）是種由海底火山活動與熱液活動產生之金屬硫化物礦，以銅與鋅化物礦為主。它們多為經熱液沉澱析出在海床而成的層狀硫化礦物聚集(stratiform accumulations)，地質時間橫跨自太古代至今，時間尺度很廣。出現於火山沉積地層層序（volcano-sedimentary stratigraphic successions)之中，且與火山岩同年代(coeval) 及同地層(coincident)。現代海洋中的現生構造為黑煙囪，一種柱狀硫化物此金屬礦床為多種金屬的重要來源，且其雜質較一般沉積岩礦床更少、純度更高，經提煉後具有驚人的經濟價值，可支持科技產品所需的金屬原料。世界上主要的VMS礦床都不大，80%的已知礦床各蘊含約0.1-10公噸的礦藏。
塊狀硫化物礦床在現今海床中的海底火山及中洋脊，以及在弧後盆地及弧前裂谷等地方形成。與其他來源、傳播與捕獲（trap）相似的礦床不同，VMS礦床跟火山岩以及噴發中心關係緊密。VMS礦床形成與海底火山作用、噴氣作用及熱液循環過程同時，但中間未有沉積過程參與，所以跟海底噴氣沉積礦床（SEDEX）礦床不同。VMS礦床的次級分類中，火山作用及沉積噴氣作用硫化物礦床（volcanic- and sediment-hosted massive sulfide deposits，或作VSHMS）同時擁有VMS礦床及SEDEX礦床的混合特徵。此次級分類的著名礦區包加拿大新不倫瑞克省的巴瑟斯特採礦營（Bathurst Camp）、加拿大育空地區的沃渥林鉛鋅礦（Wolverine deposit）及西班牙與葡萄牙的伊比利亞黄鐵礦带（Iberian Pyrite Belt）。

## 特性
其密度一般為4.5公克／立方公分（海洋地殼平均約為3.0公克／立方公分）。熱液硫化物是以下主要金屬元素之一大來源： 銅、鋅、鉛、金與銀，副產物含鐵、鈷、錫、鋇、硫、硒、錳、鉻、銦、鉍、碲、鎵與鍺。其中常見礦物有黃銅礦、閃鋅礦、方鉛礦、黃鐵礦、赤鐵礦等。

## 模型
在VMS硫化物中的金屬元素及硫元素，是經由熱液循環從火山的熱液蝕變區被淋洗出來的不相容元素組合。熱液循環和金屬離子傳播一般受地殼中的熱所驅動，熱源由輝長岩入侵以及海床下方的岩漿庫提供。溫度較低的海水被帶入海床之下、受到高溫岩石加熱後，形成熱液攜帶大量金屬元素及硫元素噴出至海水中。金屬礦物碰到低溫海水後，會在噴氣區域或黑煙囪區域沉澱形成層狀硫化礦物聚集。部分礦床的硫化物形成過程中受到蝕變的火山沉積岩（altered volcanosedimentary rocks）或富硫鹵水沉積物的入侵。

## 地質學
典型VMS礦床常見於酸性（長英質）火山岩序列的頂層，同層中以凝灰質碎屑岩、燧石及沉積物或細粒凝灰岩為主。礦床的上盤(?)主要為基性（鐵鎂質）的火山岩，例如安山岩（澳洲西部的Whim Creek & Mons Cupri及加拿大的Millenbach）或玄武岩（澳洲塔斯馬尼亞州的Hellyer）或僅有沉積物（澳洲西部的Kangaroo Caves）。VMS礦床附近的沉積物多為燧石（部分含錳）。
VMS礦床常與酸性火成岩在同年代、同地層形成，常見於礦床下方的地層之中，並為礦床的直接下方岩層。礦床上方岩層可能跟下盤同年代且同地層，指示礦化作用發生在噴發間歇期，若是在噴發循環的尾聲發生礦化作用可能會位在沉積地層當中。
混合型矽質碎屑組合（見下方）的VMS-SEDEX礦床可能會發產自連續火山層序中的不連續內流（interflow）沉積物或沉積岩組合。綜合解釋以上各特徵，科學家們發展出礦床及熱液系統源自海底火山中心的模型。

### 外觀
VMS礦床具有多樣的外觀，最典型的外觀為丘狀（mound）及碗狀（bowl）。碗狀VMS成因為熱液流體噴出進入海床的低地，因此很容易跟海底噴氣沉積礦床（SEDEX）混淆。而丘狀VMS跟現代的塊狀硫化物礦床相似，自大量黑煙囪形成丘狀況。以沉積岩為主或高滲透性的火山岩環境中發展出來的礦床，則會形成與周圍岩石形狀相似的片狀（tabular）外觀。
細脈狀硫化物（stringer sulfide，亦稱網狀礦脈，stockwork）為礦脈支道中椎狀、高度蝕變的火山岩或火山物源沉積岩，同時上部由丘狀的噴氣巖（massive exhalites）所覆蓋、裙部（apron）產生層狀噴氣硫化物在翼側。
- 網狀礦脈的礦物組成以黃銅礦、黃鐵礦、磁黃鐵礦等為主，次要礦物則有石英、綠泥石、少量的碳酸鹽和重晶石。

- 丘狀噴氣巖包含大量層狀或角礫狀黃鐵礦、閃鋅礦（部分與方鉛礦共生）、赤鐵礦和重晶石。噴氣巖厚度可達數十米、直徑可達數百米。
- 裙部一般而言比較氧化，有層狀噴氣硫化沉積，跟海底噴氣沉積礦床（SEDEX（英语：Sedimentary exhalative deposits））很相似，富集錳、鋇及赤鐵礦，並有部分燧石、碧玉伴隨其中。

### 金屬的成帶現象
VMS礦床普遍發生金屬的成帶現象，主要成因為熱液流體在循環過程物中遇到環境的物理及化學條件變化所致。理想狀態中，成帶現象會在熱液噴泉系統的核心部位形成塊狀的黃鐵礦與黃銅礦，向外的環狀結構由黃銅礦 - 閃鋅礦 - 黃鐵礦漸變至更外圍的方鉛礦和含錳方鉛礦，最後是燧石 - 錳 - 赤鐵礦岩相。而金等元素則呈現垂直成帶現象，一般而言在溫度較低的VMS上部區域金及銀元素較為富集。
VMS礦床的礦物學包含超過 90% 的鐵硫化物，主要為黃鐵礦，而黃銅礦、閃鋅礦以及方鉛礦也佔一定比例。磁鐵礦則就相對少量。脈石（gangue，不具有經濟價值的礦物）以石英、黃鐵礦或黃磁鐵礦為主。因為礦床的高密度，可能會造成重力異常（例如葡萄牙的Neves-Corvo礦床）可用於探勘。

## 分類及分布
在地球歷史中，主要的VMS礦床形成於跟火山作用有關的張裂環境，大多位在中洋脊，以及在弧後盆地及弧前裂谷。而礦床可依據其地質背景及基岩，分為鐵鎂質（例如Cyprus或其他蛇綠岩套礦床）、基岩中鐵鎂質跟矽質碎屑比例相近的雙峰型（例如Noranda 和 Kuroko）、長英質-碎屑矽質型（例如Bathurst）及鐵鎂質-碎屑矽質型（例如Besshi or Windy Craggy）等，共五類：

### 鐵鎂質
礦床以鐵鎂質的基岩為主，大多為蛇綠岩套（ophiolite sequences）。此類礦床的典型案例為 Cyprus 和 Oman蛇綠岩套以及紐芬蘭的阿帕拉契山脈。

### 雙峰型鐵鎂質
礦床以鐵鎂質的基岩為主，但有高達25%的長英質基岩。此類礦床的典型案例為Noranda, Flin Flon-Snow Lake 和 Kidd Creek camps 。

### 鐵鎂質-碎屑矽質
礦床基岩中鐵鎂質跟矽質碎屑比例相近，且普遍有鐵鎂質與超鐵鎂質的侵入岩，長英質基岩比例最低。在變質岩岩體中，VMS礦床可能跟泥質鐵鎂質（pelitic-mafic）基岩相關。此類礦床的典型案例為日本的別子銅山  及加拿大的 Windy Craggy。

### 長英質-碎屑矽質
基岩為大量的長英質火成岩帶有碎屑矽質沉積岩，而鐵鎂質低於10%。這樣的地質條件常為以頁岩為主的長英質-碎屑矽質或雙峰型碎屑矽質。此類礦床的典型案例為加拿大的 The Bathurst Mining Camp 、育空地區的Finlayson Lake areas 及西班牙、葡萄牙的 Iberian Pyrite Belt。

### 雙峰型長英質
礦床有雙峰型層序，以大量長英質為主，帶有很少量的沉積岩。此類礦床的典型案例為日本的 The Kuroko deposits（又稱日本黑礦）、加拿大的 Buchans deposits 及 瑞典的 Skellefte deposits。

### 外部連結
- Neptune Minerals - Seafloor Massive Sulphide Deposits
- https://web.archive.org/web/20160529110220/http://worldoceanreview.com/en/wor-3-overview/

1. ↑  Barrie, C. T., and Hannington, M. D., editrors. . Economic Geology Volume. 1999, (8): 408 p.
2. ↑  Franklin, J.M, H.L. Gibson, I.R. Jonasson, and A.G. Galley. J.W., Thompson, J.F.H., Goldfarb, R.J., and Richards, J.P., eds.,. . Economic Geology. 2005, (100th Anniversary Volume): 523-560 p.